# Systemförvaltare
En systemförvaltare har ansvaret för administration och drift av ett eller flera datorsystem.
Vad som ingår i rollen varierar mellan olika företag/organisationer och branscher. Ett datorsystem kan ha flera systemförvaltare som delar på arbetsuppgifterna. I små företag/organisationer är det vanligt att systemförvaltaren även är systemadministratör.
Några typiska arbetsuppgifter:
- leda utvecklingen av datorsystemet
- ha löpande kontakt med systemets administratörer, användare (eller användarrepresentanter), andra systemförvaltare etc.
- se till att systemdokumentation finns tillgänglig och är uppdaterad
- se till att användarhandböcker finns tillgängliga och är uppdaterade
- hantera eventuella behörigheter till systemet (framförallt hantera behörigheter för systemadministratörer)
- se till att avtal finns med eventuella underleverantörer
- se till att systemsäkerhetsanalys genomförs och följs upp